# 장프랑수아 라리오
장-프랑수아 라리오(프랑스어: Jean-François Larios, 프랑스령 알제리 시디 벨 아베스 ~)는 프랑스의 전직 프로 축구 미드필더이다. 그는 1970년대 말부터 1980년대 초까지 프랑스 국가대표팀 경기에 17번 출전하여 5골을 기록했다.
생-테티엔의 선수였던 라리오는 1982년 월드컵에 프랑스 국가대표팀 일원으로 참가했다. 그러나, 그는 이 대회에서 미셸 플라티니의 아내와 교제했다는 풍문이 도는 와중에 2경기를 출전하는데 그쳤다. 1983년, 라리오는 몇 안되는 북미 축구 리그에 출전한 프랑스 선수가 되었는데, 그는 마니크 몽레알 소속으로 활약했다.